# Eilicrinia cordiaria
Eilicrinia cordiaria är en fjärilsart som beskrevs av Jacob Hübner 1790. Eilicrinia cordiaria ingår i släktet Eilicrinia och familjen mätare. Inga underarter finns listade i Catalogue of Life.